# 紀元前161年
紀元前161年（きげんぜん161ねん）は、ローマ暦の年である。

## 他の紀年法
- 干支 : 庚辰
- 日本
  - 孝元天皇54年
  - 皇紀500年
- 中国
  - 前漢 : 文帝後元3年
- 朝鮮
  - 檀紀2173年
- 仏滅紀元 : 384年
- ユダヤ暦 : 3600年 - 3601年

## できごと

### セレウコス朝
- セレウコス朝の反乱軍の将軍で、メディア王のティマルコスは、デメトリオス1世の暴力的な即位に対して、自身を独立した王と宣言し、メディアからバビロニアに領土を拡張した。
- ユダ・マカバイとヘレニズム軍の間に休戦が成立し、ユダヤに平和が回復した。
- ヘレニズム軍に支援されたユダヤ教の司祭メネラウスは処刑された。後継者はヘレニズム軍のアルシムスであった。しかしアルシムスが自身に反対する60人のユダヤ人を処刑すると、マカバイとの戦闘になった。アルシムスはエルサレムから逃れ、ダマスカスのデメトリオス1世に支援を求めた。
- ユダ・マカバイ率いるマカバイ軍とニカノル率いるセレウコス軍は、ベテ・ホロン近郊のアダサの戦いで戦った。マカバイ軍が勝利し、ニカノルは殺害された。

### エジプト
- キレナイカ王プトレマイオス8世は、元老院を説得し、キプロスの支配を認めさせたが、エジプト王プトレマイオス6世はこの脅威を無視した。プトレマイオス8世がキプロスを征服するのに失敗すると、元老院はこの争いから撤退した。

### ローマ帝国
- ローマ帝国の劇作家プビリウス・テレンティウス・アフェルの劇『宦官』と『ポルミオ』が初演された。
- ユダ・マカバイの特命使節は、ローマ元老院との間で、ローマ-ユダヤ条約を締結した。

## 誕生
- クレオパトラ3世、エジプトの女王（+ 紀元前101年）
- デメトリオス2世、セレウコス朝の王 （+ 紀元前125年）

## 死去
- ニカノル、セレウコス朝の軍人